# Let Go
Let Go är debutalbumet av den kanadensiska sångerskan Avril Lavigne, utgivet i juni 2002 genom Arista Records. Albumet blev en stor succé i USA där det sålde platina sex gånger. Det har sålts i över 15 miljoner exemplar. De kändaste låtarna från albumet är singlarna "Complicated" och "Sk8er Boi", vilka följdes av "I'm with You" och "Losing Grip". Från början var det tänkt att albumet skulle heta "Anything but Ordinary", men Lavigne gillade inte det och namnet blev istället "Let Go" medan "Anything but Ordinary" användes som titel på en av låtarna.
Albumet vann pris vid 2003 års Juno Awards i kategorin "Pop Album of the Year".

## Bakgrund

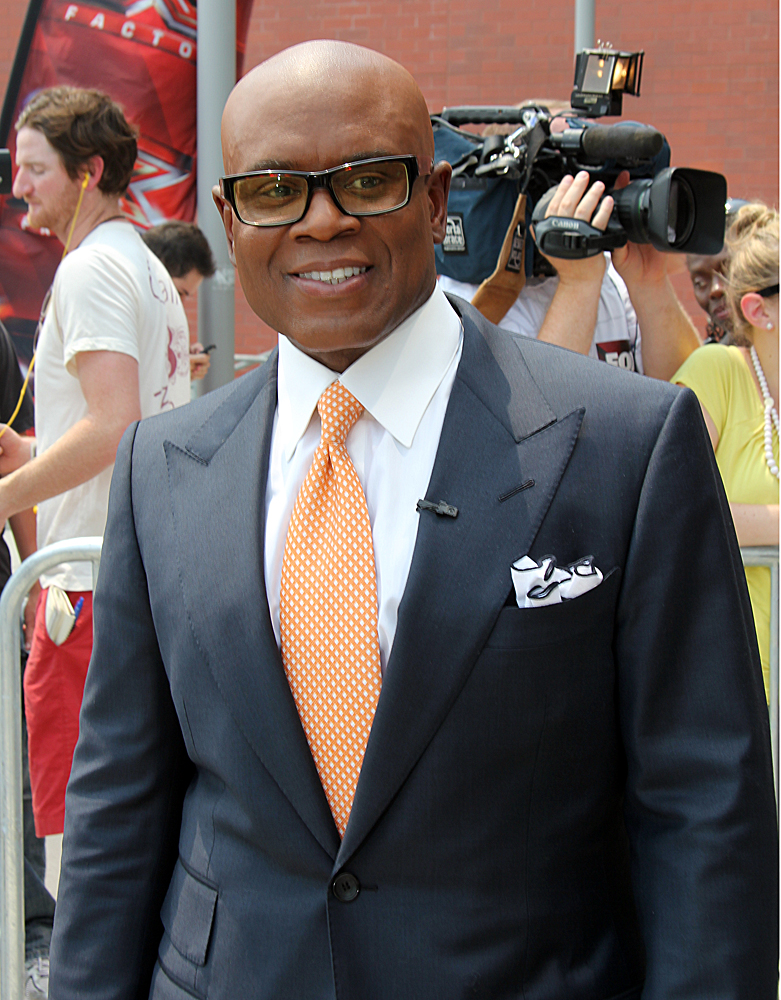
L.A. Reid var exekutiv producent för Let Go.

Efter att ha blivit kontrakterad av Arista Records i november 2000 på godkännande av skivbolagets VD Antonio "L.A." Reid flyttade Lavigne till New York med hjälp av Reids stöd. Där började hon arbeta på sitt debutalbum tillsammans med en rad olika låtskrivare och producenter. Arista placerade Lavigne med två låtskrivare som arbeta med henne utifrån skivbolagets instruktioner i sex månader. Reid hade förväntat sig att Lavigne skulle spela in folksånger med tanke på att hon hade provsjungit för dem i ett "balladiskt, 'new country'" stuk. Dock kände sig inte kollektivet hemma med "en tjej som just hade upptäckt gitarrbaserad rock". I ett år fungerade inget för Lavigne och hon var nära att förlora sin plats hos Arista. Skivbolaget lade fram låtar skrivna av andra låtskrivare men hon avfärdade dessa då hon insisterade på att skriva sina egna låtar.
Lavigne reste vidare till Los Angeles där hon arbetade ihop med låtskrivaren och producenten Clif Magness, som gav henne stor kreativ kontroll över låtskrivandet. Magness och Lavigne skrev "Losing Grip" och "Unwanted", två låtar som hon menade reflekterade hennes syn på hela albumet. Artista var däremot inte lika nöjda med de gitarrtunga låtarna som Lavigne skrev och de började söka efter andra producenter för att matcha deras krav.
Två år hade gått sedan Lavigne hade skrivit på kontraktet med Arista när producenttrion The Matrix fick höra om henne. Då skivbolaget inte kunde hitta den rätta vägledningen för henne föreslog projektledaren Sandy Roberton att de skulle arbeta tillsammans: "Ni kan väl placera henne ihop med The Matrix i några dagar?". Enligt medlemmen Lauren Christy hade de lyssnat på Lavignes tidiga låtar och tyckte att de hade en "Faith Hill-liknande känsla". När Lavigne hade kommit in i deras studio kände The Matrix direkt att hennes musikaliska riktning inte passade ihop med hennes image och attityd. Efter att ha pratat med Lavigne i en timme sa dem: "Vi började förstå att hon inte var glad men visste inte riktigt hur vi skulle gå vidare". The Matrix spelade Faith Hill-influerade låtar för henne då det var den typen av musik som skivbolaget ville att hon skulle sjunga. Lavigne uppskattade dock inte den musiken utan ville ha låtar som lutade mer åt punkrock. Hon spelade en låt för The Matrix som hon hade spelat in och verkligen älskade, en låt som påminde om rockbandet System of a Down. Lyckligtvis hade producenterna bekantat sig med poprock-stilen under deras tidiga projekt innan The Matrix bildande, så de förstod vad Lavigne ville spela in och kunde hjälpa henne. De sa åt henne att komma tillbaka dagen därpå och under eftermiddagen den dagen skrev de en låt som senare utvecklades till "Complicated" och en annan låt som fick namnet "Falling Down". De spelade den för Lavigne när hon kom tillbaka dagen därpå som en inspiration till vilken väg hon skulle ta.
När Josh Sarubin, A&R-chefen som hade kontrakterat Lavigne, hörde låten visste han att den var rätt för henne. Lavigne visade den för Reid som också var tillfreds med hennes nya musikaliska riktning, och valde "Complicated" som albumets huvudsingel. Reid skickade tillbaka Lavigne till The Matrix för att arbeta med dem, inledningsvis i en månad. Arista gav dem obegränsad fullmakt att skriva och producera 10 låtar, vilket tog dem två månader. Titeln på albumet var ursprungligen Anything but Ordinary, efter låten med samma namn som The Matrix producerade, men Lavigne bad Reid att ändra albumtiteln till Let Go.

## Singlar
"Complicated" var den första singeln på albumet. Singeln gjorde stora effekter på Lavignes karriär och ökade samtidigt antal sålda exemplar av Let Go-albumet. Den klättrade till nummer två på den amerikanska Billboard Hot 100-listan, nummer tre på brittiska singellistan, och nummer ett i Australien. "Complicated" hör än idag till hennes största hits.
"Sk8er Boi" blev den andra singeln, som hade en mer punkliknande stil. Låten gick upp till topp 10 i USA, England och Australien. I Lavignes hemland, Kanada, hamnade den på topp 30.

## Låtlista
| Nr           | Titel                 | Kompositör                                           | Producent(er)           | Längd |
| ------------ | --------------------- | ---------------------------------------------------- | ----------------------- | ----- |
| 1.           | Losing Grip           | Avril Lavigne, Clif Magness                          | Magness                 | 3:53  |
| 2.           | Complicated           | Lavigne, Lauren Christy, Graham Edwards, Scott Spock | The Matrix              | 4:04  |
| 3.           | Sk8er Boi             | Lavigne, Christy, Edwards, Spock                     | The Matrix              | 3:23  |
| 4.           | I'm with You          | Lavigne, Christy, Edwards, Spock                     | The Matrix              | 3:44  |
| 5.           | Mobile                | Lavigne, Magness                                     | Magness                 | 3:31  |
| 6.           | Unwanted              | Lavigne, Magness                                     | Magness                 | 3:41  |
| 7.           | Tomorrow              | Lavigne, Curt Frasca, Sabelle Breer                  | Frasca, Breer*          | 3:48  |
| 8.           | Anything but Ordinary | Lavigne, Christy, Edwards, Spock                     | The Matrix              | 4:11  |
| 9.           | Things I'll Never Say | Lavigne, Christy, Edwards, Spock                     | The Matrix              | 3:43  |
| 10.          | My World              | Lavigne, Magness                                     | Magness                 | 3:27  |
| 11.          | Nobody's Fool         | Lavigne, Peter Zizzo                                 | Zizzo                   | 3:57  |
| 12.          | Too Much to Ask       | Lavigne, Magness                                     | Magness                 | 3:46  |
| 13.          | Naked                 | Lavigne, Frasca, Breer                               | Magness, Frasca, Breer* | 3:28  |
| Total längd: | Total längd:          | Total längd:                                         | Total längd:            | 48:41 |

(*) Ytterligare produktion

## Medverkande
- Avril Lavigne – sång (alla spår), gitarr (11), grafisk design
- Jeff Allen – bas (11)
- John Arsenault – fotografier
- Jon Berman – inspelning (7, 13)
- Joe Bonadio – trummor (11)
- Matthew Brann – trummor
- Sabelle Breer – produktion av sång (7, 13)
- Alex Elena – trummor (7, 13)
- Cline – fotografier
- Sonya Farrell – fotografier
- Curt Frasca – instrument (7), gitarr (13), programmering (7, 13), inspelning (7, 13), produktion (7, 13)
- Josh Freese – trummor (1, 5, 6, 10, 12)
- Steve Gryphon – inspelning av trummor (1, 5, 6, 10, 12)
- Tom Hardisty – inspelning av trummor (assistent) (1, 5, 6, 10, 12)
- Femio Hernandez – ljudmix (assistent) (1–9, 11)
- Mark Howard – inspelning av trummor (3)
- Victor Indruizzo – trummor (3)
- Corky James – gitarr (2, 3, 4, 8, 9)
- Dennis Johnson – beats (11), scratching (11)
- Suzi Katayama – cello (4)
- Rick Kerr – inspelning (11)
- Clif Magness – gitarr (1, 5, 6, 10, 12), elgitarr (13), bas (1, 5, 6, 10, 12, 13), keyboard (1, 5, 6, 10, 12), trumloopar (13), sequencer (13), programmering (1, 5, 6, 10, 12), inspelning (5, 6, 10, 12), produktion (1, 5, 6, 10, 12, 13)
- David Leonard – ljudmix (12, 13)
- Gerry Leonard – gitarr (11)
- Tom Lord-Alge – ljudmix (1–9, 11)
- The Matrix – ytterligare sång (2, 3, 4, 8, 9), arrangemang (2, 3, 4, 8, 9), inspelning (2, 3, 4, 8, 9), produktion (2, 3, 4, 8, 9)
- Sang Park – ljudmix (assistent) (12, 13)
- Monique Perrault – fotografier
- Ashley Reid – fotografier
- Antonio "L.A." Reid – exekutiv producent
- Jen Scaturro – Pro Tools-redigering (11), programmering (11)
- David "Dibs" Shackney – inspelning (11)
- Mark Spicoluk – bas
- Randy Staub – ljudmix (10)
- Evan Taubenfeld – gitarr
- German Villacorta – ljudmix (assistent) (10)
- Peter Zizzo – gitarr (11), arrangering (11), Pro Tools-redigering (11), programmering (11), inspelning (11), produktion (11)

Information från Discogs.

## Listplaceringar
| Lista (2002–03)                     | Högsta position |
| ----------------------------------- | --------------- |
| Australien (ARIA Charts)            | 1               |
| Belgien (Ultratop Flandern)         | 7               |
| Belgien (Ultratop Vallonien)        | 9               |
| Danmark (Tracklisten)               | 6               |
| Finland (Finlands officiella lista) | 9               |
| Frankrike (SNEP)                    | 13              |
| Italien (FIMI)                      | 6               |
| Japan (Oricon)                      | 1               |
| Kanada (Canadian Albums Chart)      | 1               |
| Nederländerna (Megacharts)          | 4               |
| Norge (VG-lista)                    | 3               |
| Nya Zeeland (RIANZ)                 | 1               |
| Portugal (AFP)                      | 10              |
| Schweiz (Swiss Music Charts)        | 2               |
| Spanien (PROMUSICAE)                | 92              |
| Sverige (Sverigetopplistan)         | 6               |
| Storbritannien (UK Albums Chart)    | 1               |
| Tyskland (Media Control Charts)     | 2               |
| USA Billboard 200                   | 2               |
| Österrike (Ö3 Austria Top 40)       | 2               |

| Lista (2000-talet)       | Rank |
| ------------------------ | ---- |
| Australien (ARIA Charts) | 14   |
| USA Billboard 200        | 21   |

| Lista                    | Rank |
| ------------------------ | ---- |
| Billboard Top 200 Albums | 58   |